# طوما بيكيتي
توما بيكيتي (بالفرنسية: Thomas Piketty) (ولد في 7 ماي 1971 في كليشي، فرنسا) اقتصادي فرنسي، مدير الدراسات في مدرسة الدراسات العليا في العلوم الاجتماعية (EHESS) و أستاذ في مدرسة باريس للاقتصاد. هو خريج المدرسة العليا للأساتذة و حاصل على الدكتوراه في الاقتصاد. اشتهر بأعماله في مجال اللامساواة الاجتماعية و الاقتصادية، وفق منهج بحثي تاريخي مقارن.
في 2013، ألف كتابه (الرأسمال في القرن 21)، ذو الانتشار الواسع، الذي أثار جدلاً و نقاشاً كبيرين في الوسطين الأكاديمي و الإعلامي.
انطلاقا من دراسة بيانات تشكل الثروة و توزيعها، في الاقتصاديات الرأسمالية، خلال ال 250 سنة الأخيرة، استنتج بيكيتي بأن تراكم الرأسمال كان أسرع من النمو الاقتصادي، و هو ما خلق بنية هيكلية منتجة للتفاوتات الاجتماعية. ساءلت أعمال بيكيتي النظريات المتفائلة للروسي سيمون كوزنتس، التي كانت تعتبر التنمية الاقتصادية محددا كافيا لتوزيع الثروة. لتصحيح الوضعية، يقترح بيكيتي تقوية السياسات العمومية، خصوصا في المجال الضريبي، إضافة إلى اقتراحه سن ضريبة عالمية تضامنية على الثروة.

## سيرته

### النشأة و التكوين
وُلِدَ بيكيتي في ضاحية كليشي الباريزية. كان والداه ناشطين في الجريدة الأسبوعية النضال العمالي (Lutte ouvrière)، ذات التوجه التروتسكي، قبل أن يعتزلا الحياة السياسية، بعد ماي 68، لمزاولة تربية الماعز في إقليم أود، جنوب فرنسا. بعد حصوله على شهادة الباكالوريا، و إتمام الأقسام التحضيرية (رياضيات عليا و رياضيات خاصة)، ولج بيكيتي مدرسة الأساتذة العليا، المرموقة، و هو ابن الثامنة عشرة.
ناقش أطروحته لنيل الدكتوراه، في سن الثانية و العشرين، تحت إشراف روجي غينري، و كانت بعنوان «مقالات حول نظرية إعادة توزيع الثروات». نالت أطروحته جائزة أحسن أطروحة لسنة 1993، الممنوحة من طرف الجمعية الفرنسية للعلوم الاقتصادية.

### مساره منذ 1993
بعد مناقشة أطروحته، اشتغل بيكيتي أستاذاً في معهد ماساتشوستس للتقنية، بين 1993 و1995، ثم عاد إلى فرنسا للاشتغال كباحث في المركز الوطني للبحث العلمي، قبل أن يعين، في 2000، مديراً للدراسات في مدرسة الدراسات العليا في العلوم الاجتماعية (EHESS).
في 2001، أصدر دراسته التاريخية التفصيلية: المداخيل العليا في فرنسا في القرن العشرين؛ التفاوتات و إعادات التوزيع 1901-1998.
في 2005، كلفه دومينيك دو فيلبان بإنشاء مؤسسة جامعية فرنسية جديدة، قادرة على مضاهاة كلية لندن للاقتصاد، و هو ما تحقق، في 2006، بتأسيس مدرسة باريس للاقتصاد، على أنقاض ثلاثة مراكز بحثية اقتصادية سابقة. أمن بيكيتي إدارة المؤسسة الوليدة بين 2005 و2007، ليغادرها لشغل منصب مستشار سيغولين رويال، خلال حملتها الانتخابية لرئاسيات فرنسا 2007.
في 2012، اختارته مجلة فورين بوليسي، ضمن ال 100 مثقف الأكثر تأثيرا في العالم.
في 2014، صدر في الولايات المتحدة كتابه الرأسمال في القرن 21، و الذي خلق نقاشا عموميا واسعا في الأوساط الأمريكية و الأوروبية، و لاقى نجاحا إصداريا كبيرا. وصفه بول كروغمان، الحائز على نوبل الاقتصاد 2008، بأنه «أهم كتاب في السنة، و ربما في العشرية الأخيرة. بيكيتي قام بزعزعة خطاباتنا الاقتصادية. لن نتكلم بعد اليوم بنفس الطريقة عن مفهومي الثروة و اللامساواة».
لطوما بيكيتي أعمدة راي منتظمة في جريدتي ليبراسيون ولوموند.

### العمل السياسي
يعتبر بيكيتي مقربا من الحزب الاشتراكي الفرنسي (دون أن يكون منخرطا في الحزب). كان من المساهمين، بين 1995 و1997 في أشغال اللجنة الاقتصادية للحزب الاشتراكي، حيث عمل على مقترحات تخفيض الضغط الضريبي على الرواتب الدنيا. ساند سيغولين رويال في رئاسيات 2007، كمستشار اقتصادي، و كان ضمن الهيئة العلمية المنظرة لنادي التفكير «اليسار في أوروبا» الذي أسسه ميشال روكار ودومينيك ستراوس كان.
في 17 أبريل 2012، نشر بيكيتي، في لوموند، رفقة اقتصاديين آخرين، بيانا مساندا لفرانسوا أولاند. اتخذ مسافة، بعد ذلك من الرئيس أولاند، بعد تراجع الأخير عن وعوده الانتخابية، المتعلقة بالإصلاح الضريبي.

## أعماله
اختص بيكيتي في مجال التفاوتات و اللامساواة الاقتصادية. تتنوع أعماله بين الجانبين النظري و التقعيدي، و المقاربات التاريخية و الإحصائية، التي أصبحت أكثر حضورا في أعماله، منذ نهاية التسعينات.

### دراسة التفاوتات الأقتصادية

#### تطور اللامساواة الاجتماعية في فرنسا
حسب دراسات بيكيتي لتطور مؤشرات اللامساواة الاجتماعية و الاقتصادية في فرنسا، انخفضت لامساواة المداخيل، خلال القرن العشرين، خصوصا خلال المراحل التي عرفت توليف رفع الضريبة على الدخل مع فترات النمو الاقتصادي المرتفع، كمرحلة العشرينات، و بعد نهاية الحرب العالمية الثانية.
هذا الانخفاض كان راجعا بالأساس، لانخفاض التفاوتات على مستوى الثروة (الأصول)، في حين ظلت التفاوتات المرتبطة بالأجور ثابتة.
حسب بيكيتي، المحفز الرئيسي للانخفاض، كان هو تشريع الضريبة على الدخل، و تسارع تصاعدية سلمها التضريبي، مباشرة بعد انتهاء الحربين العالميتين. و هو ما أدى إلى تباطؤ وتيرة تراكم الثروة لدى الفئات الأكثر غنى.
لهذا السبب، لا يتحمس بيكيتي لسياسات التخفيض الضريبي، المنتهجة في فرنسا منذ التسعينات، لأنها ساهمت بالأساس في إعادة تشكل الثروات الكبرى، و اتخاذها طابعا ريعيا. و حسب بيكيتي، لضمان النمو الاقتصادي و تقليل حدة التفاوتات، ينبغي تشجيع العمال النشيطين (الذين يربحون دخلهم من عملهم)، على حساب طبقة الريعيين، الذين يهيمنون على تراتبية المداخيل، دون أن يكونوا نشيطين اقتصاديا.
في دراسة إحصائية، برهن بيكيتي على أن مفعول لافر، الذي يقضي بأن نسب التضريب الهامشي المرتفع المطبق على المداخيل العليا، تدفع أصحابها إلى العمل بوتيرة أقل، هو ضعيف إلى شبه منعدم في حالة فرنسا.

#### الدراسات المقارنة

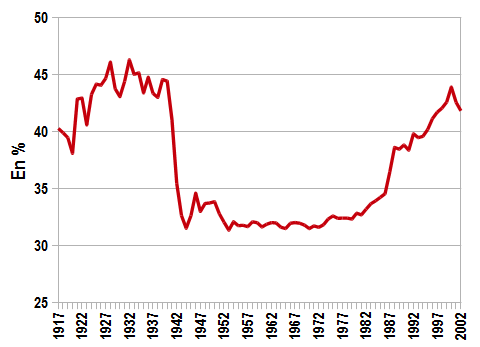
تطور نسبة مداخيل ال 10% الأكثر غنى، إلى مجموع الدخل الوطني الأمريكي، بين 1917 و 2002.
بيانات طوما بيكيتي و إيمانويل سايز

انتقل بيكيتي بعد ذلك، في مساره البحثي، إلى مقارنة استنتاجه بخصوص فرنسا مع تطور اقتصاديات دول متقدمة أخرى. اعتمد في ذلك على تجميع بيانات إحصائية زمنية، بالتعاون مع اقتصاديين آخرين، كالفرنسي إيمانويل سايز. أصدرن في هذا الصدد، مجموعة من المقالات حول تطور التفاوتات في الولايات المتحدة، إضافة إلى مقارنة مؤشرات اللامساواة بين مجموعتي الدول الأنغلو سكسونية و دول أوروبا الغربية.
بينت الدراسات المقارنة بأن الدول الأنغلوسكسونية، على غرار أوروبا الغربية، عرفت انخفاضا للتفاوتات بعد الحرب العالمية الثانية، قبل أن تعاود التوسع خلال الثلاثين سنة الأخيرة.
في 2013، أصدر بيكيتي كتابه الرأسمال في القرن 21، في حوالي 1000 صفحة، عرض فيه تطور توزيع الثروة، منذ 250 سنة، حول فكرة أساسية مفادها بأن نظام السوق الحر يفضي طبيعيا إلى التفاوتات و تركيز الثروة. لاقى الكتاب انتقادا، حول منهجيته الإحصائية، من طرف مجلة ذي إيكونومست، التي أفادت بأن استنتاجات بيكيتي كانت تعميما استشرافيا لبيانات تاريخية، و لم يكن نمذجة اقتصادية قياسية، تقارب الرأسمالية ذاتيا. حسب ذي إيكونوميست أيضا، فإن بيكيتي لم يبين بما فيه الكفاية، نجاعة تخفيض تركيز الثروة، كسياسة اقتصادية عمومية، إن على مستوى كلفة إعادة التوزيع، أو المخاطر الكامنة، على غرار آثار سياساته الضريبية المقترحة على المقاولات و تثبيط المبادرة الاقتصادية.

#### انتقادمنحنى كوزنتس
حسب نموذج و نظرية سيمون كوزنتس، يتخذ تطور التفاوتات الاقتصادية (التي يمكن التعبير عنها بمعامل جيني، مثلا)، على المدى البعيد، منحنى جرسيا (منحنى كوزنتس): كانت التفاوتات مرتفعة و تصاعدية مع بداية الثورة الصناعية، قبل أن تنخفض بفضل إعادة توزيع اليد العاملة من قطاعات ضعيفة الإنتاجية (الفلاحة) نحو أخرى أكثر مردودية (الصناعة).
بالنسبة لبيكيتي، لم تكن تلك التطورات الهيكلية (إعادة توزيع العمالة و التطور التقني)، كافية لتفسير استنتاجات كوزنتس، بل تشريع الضريبة على الدخل، التي ساهمت في تخفيف تفاوتات الثروة (الأصول) و ليس تلك المرتبطة بالرواتب.

### النقاش الفرنسي حول التقاعد و الإصلاح الضريبي
اشتغل بيكيتي على مجالات أخرى مرتبطة بموضوع التفاوتات الاقتصادية، فقد كان من بين الاقتصاديين الذين حللوا الآثار الماكرواقتصادية، لاستراتيجيات أسواق القيم التي تضحي بالشغل لصالح المردودية، و بين عدم نجاعة نظرية شميث.
و في استمرارية لأفكار بيار بورديو، اهتم باللامساواة المدرسية، و التي اعتبرها سببا رئيسيا للتفاوتات الاقتصادية. و في هذا الإطار قام بيكيتي، في 2006، بدراسة بين فيها التأثير الحاسم لعدد التلاميذ في الفصل، على النجاح المدرسي.
أصدر في 2008، كتابا حول مستقبل نظام التقاعد التوزيعي، و الذي دافع فيه عن استلهام النموذج السويدي في تدبير التقاعد.
في يناير 2011، و في خضم نقاشات رئاسيات 2012، أصدر رفقة كامي لاندي وإيمانويل سايز، كتاب من أجل ثورة ضريبية، و الذي اقترح فيه دمج ضريبة الدخل و المساهمة الاجتماعية العامة (CSG) في ضريبة موحدة؛ و هو ما سيمكن من تبسيط إدراك الملزم لواجبه الضريبي، إضافة إلى تضريب إضافي لمداخيل الرأسمال، دون تجاوز عتبة الضغط الضريبي الوطنية، في فرنسا (49% في 2010). اقترح بيكيتي بأن يبلغ اقتطاع هذه الضريبة الاجتماعية 10% للمداخيل أقل 2200 أورو شهريا، و 60% للمداخيل العليا (أكثر من 100 ألف أورو شهريا). الإضافة النوعية الأخرى للكتاب تمثلت في اقتراح حساب سومة كراء افتراضية، و إضافتها للقاعدة الضريبية، لممتلكي سكنهم الرئيسي (على غرار ما كان معمولا به في فرنسا في بداية القرن العشرين).

## جوائز و تكريمات
- 1993: جائزة أحسن أطروحة، مسلمة من طرف الجمعية الفرنسية للعلوم الاقتصادية (AFSE).
- 2001: الميدالية البرونزية-المركز الوطني للبحث العلمي
- 2002: أحسن اقتصادي فرنسي شاب (لوموند)
- 2013: جائزة إيجرو يانسون، مناصفة مع إيلين راي.

## مؤلفاته
- المداخيل العليا في فرنسا خلال القرن العشرين، 2001، (ردمك 2246616514).
- اقتصاد التفاوتات، 2004، دار النشر La Découverte. (ردمك 2707142913).
- المداخيل العليا في مواجهة تغيرات نسب التضريب الهامشية العليا، لضريبة الدخل في فرنسا، 1970-1996. نشر 1999 CEPREMAP.(نسخة إلكترونية نسخة محفوظة 11 يناير 2007 على موقع واي باك مشين.).
- السياسة الضريبية و إعادة التوزيع الاجتماعي في فرنسا خلال القرن العشرين. 1999. (نسخة إلكترونية).
- تفاوتات اقتصادية، تقرير 2001 لفائدة مجلس التحليل الاقتصادي التابع لرئاسة الحكومة الفرنسية. باشتراك مع أنتوني أتكينسون وميشيل غودي و لوسيل أوليي.
- من أجل نظام جديد للتقاعد، 2008، باشتراك مع أنطوان بوزيو. نشر Rue d'Ulm/ CEPREMAP.
- من أجل ثورة ضريبية، 2011. باشتراك مع كامي لاندي و إيمانويل سايز. نشر La République des idées/ Seuil. (ردمك 9782021039412). (موقع الكتاب).
- هل يمكن إنقاذ أوروبا (أعمدة رأي 2004-2012). 2012. نشر Les Liens qui libèrent.
- الرأسمال في القرن 21. 2013. نشر Le Seuil.
- التفاوتات و إعادة التوزيع في فرنسا في القرن العشرين. 2002

## وصلات خارجية
- طوما بيكيتي على موقع IMDb (الإنجليزية)
- طوما بيكيتي على موقع الموسوعة البريطانية (الإنجليزية)
- طوما بيكيتي على موقع مونزينجر (الألمانية)
- طوما بيكيتي على موقع ميوزك برينز (الإنجليزية)
- طوما بيكيتي على موقع قاعدة بيانات الفيلم (الإنجليزية)

- بيبليوغرافيا مقالات و كتب طوما بيكيتي من موقع ideas
- قاعدة بيانات المداخيل العليا-مدرسة باريس للاقتصاد نسخة محفوظة 7 يونيو 2014 at the UK Government Web Archive
- Kapital for the Twenty-First Century? بقلم جيمس غالبريث، موقع ديسنت ماغازين
- كتاب «رأس المال» لبيكيتي كشف أسطورة عدالة نمو جمال مبارك. بقلم وائل جمال. موقع السفير العربي
- لماذا يغضب اليساريون من كتاب ينتصر للفقراء؟. بقلم جلال أمين. موقع الأهرام